# 도타 언더로드
《도타 언더로드》(Dota Underlords)는 밸브가 개발하고 배급한 오토 배틀러 게임이다. 이 게임은 도타 오토 체스라는 이름의 도타 2 커뮤니티가 만든, 2019년 1월 출시된 인기있는 게임 모드에 기반을 둔다. 도타 언더로드는 안드로이드, iOS, macOS, 마이크로소프트 윈도우, 리눅스를 대상으로 2019년 6월 얼리 액세스로서 부분 유료화로 출시되었으며 2020년 2월 25일 공식 출시되었다.

## 게임플레이
도타 언더로드는 체스의 영향을 받은 경쟁 전략 게임인 오토 배틀러이며 플레이어는 영웅 캐릭터들을 8x8 격자 모양의 전쟁터에 위치시킨다. 준비 단계가 끝나면 팀의 영웅들은 사용자의 직접적인 추가 입력 없이 자동으로 적팀과 싸운다. 경기는 최대 8명까지 온라인으로 즐길 수 있으며 한 명씩 진행되는 턴제로 이루어지며 적 플레이어의 체력을 깎아 제거한 뒤 마지막 플레이어가 되면 승자가 된다.

## 평가
폴리곤은 이 게임을 도타 오토 체스의 복제품이라고 불렀으며 "언더로드"는 새로운 플레이어들에게 더 어필할 것이라 생각했으나 오리지널 모드와의 수많은 유사성으로 인해 이 장르의 베테랑들들이 언더로드를 플레이할 이유를 찾기 어렵게 만들 수 있으며 게임이 틈새 장르에서 생존하려면 더 독특할 필요가 있다고 덧붙였다.